# فراسکانیل
فراسکانیل (به لاتین: Fraskanjel) یک منطقهٔ مسکونی در مونته‌نگرو است که در شهرداری اولکینج واقع شده‌است. فراسکانیل ۵۷ نفر جمعیت دارد.